# Agencia Europea de Control de la Pesca

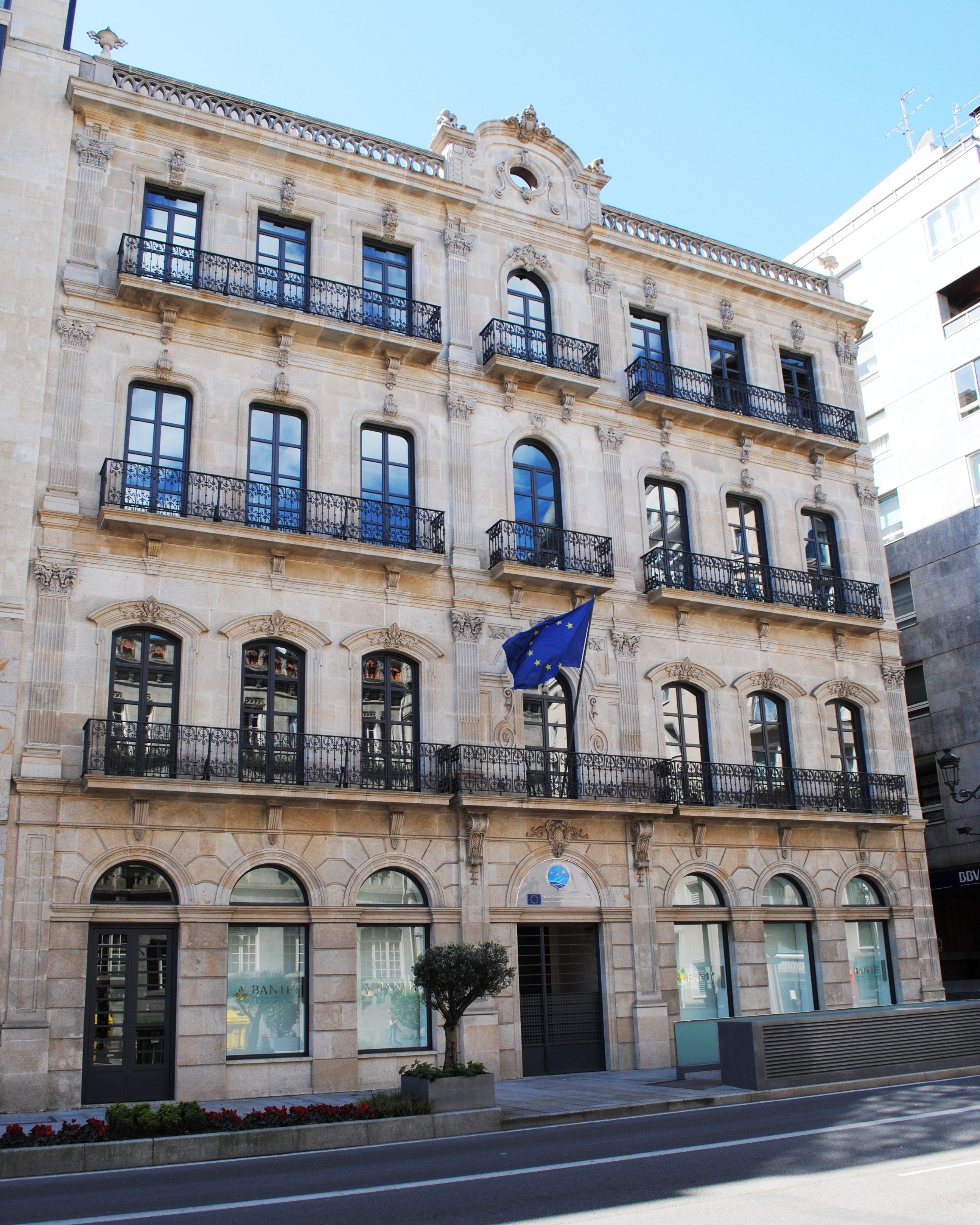
Sede de la Agencia Europea de Control de la Pesca en el edificio Odriozola de Vigo.

La Agencia Europea de Control de la Pesca (AECP/EFCA) es una agencia de la Unión Europea, de carácter técnico y administrativo, cuya misión es velar por el cumplimiento de la Política Pesquera Común (PPC) de la Unión. Depende directamente del comisario europeo de Medio Ambiente, Océanos y Pesca y está adscrita a la Dirección General de Asuntos Marítimos y Pesca de la Comisión. Su directora ejecutiva es la irlandesa Susan Steele. Está asistida logísticamente por Frontex, ya que la AECP a veces no tiene los medios propios suficientes. Desde 2008 tiene su sede en la ciudad gallega de Vigo (España).

## Historia
La Agencia Comunitaria de Control de la Pesca (ACCP) se estableció conforme al Reglamento (CE) n° 768/2005 del Consejo de 26 de abril de 2005 que entró en vigor el 10 de junio de 2005. El Consejo de  Administración se constituyó en su primera reunión celebrada el 1 de febrero de 2006. Efectivo desde el 1 de enero de 2012, la agencia se renombró como la Agencia Europea de Control de la Pesca.

## Objetivo
La misión de la Agencia es la de mejorar el cumplimiento de la política pesquera común, de acuerdo con su última reforma, de 2002, al unificar los criterios de control e inspección de los caladeros que seguían cada uno de los Estados miembro de la Unión. Por lo tanto, depende de la Dirección General de Pesca y Asuntos Marítimos de la Unión Europea, que es el órgano político, mientras que la Agencia es sólo el órgano técnico y administrativo.
También depende de esta Dirección General la Agencia Europea de Seguridad Martítima (EMSA).

## Funciones
La Agencia tiene como función coordinar las políticas de los Estados miembros de la Unión Europea en lo que respecta al control de los caladeros. Eso incluye, entre otras funciones, la de organizar el despliegue de los medios siguiendo una estrategia común, hasta formar a los inspectores de los caladeros, suministrar a los equipos técnicos y promover la creación de grupos de inspectores que reflejen las diversas nacionalidades de la Unión.
La Agencia actuará tanto en tierra como dentro de las 200 millas aguas territoriales (ZEE) pero también en alta mar (aguas internacionales) y en las aguas de terceros países si se llegase a determinados acuerdos.
Además, actualmente la agencia presta apoyo a las autoridades nacionales que desempeñan funciones de guardacostas, en cooperación con la Agencia Europea de la Guardia de Fronteras y Costas y la Agencia Europea de Seguridad Marítima, cada una dentro de su mandato.

## Estructura
La Agencia tiene un Consejo de Administración compuesto por aproximadamente 30 personas y otros tantos asistentes, con representantes de la Comisión Europea y de cada uno de los Estados miembros, tengan o no perímetro costero marítimo. El Consejo de Administración elabora el programa de trabajo, aprueba el presupuesto y elige al Director Ejecutivo, actualmente Pascal Savouret, nombrado en 2011, y cuyo mandato se renovó por un periodo de cinco años a partir de septiembre de 2016.

## Sede
Las oficinas de la Agencia se ubican provisionalmente en el Edificio Odriozola en la ciudad de Vigo, estando operativa desde el 1 de julio de 2008. Fue inaugurada oficialmente el 19 de julio siguiente, con la firma del acuerdo entre España y la Agencia. Desde la creación de la Agencia, en 2005 y hasta su traslado a Vigo, funcionó de manera provisional en Bruselas, Bélgica.
La decisión de ubicar la sede en la ciudad de Vigo se hizo en reconocimiento al liderazgo del puerto vigués como primer puerto europeo, tanto en cantidad de pesca desembarcada, como en industria.